# Liga Mistrzów UEFA (2009/2010)
Liga Mistrzów UEFA 2009/2010 – 18. sezon Ligi Mistrzów UEFA, najbardziej prestiżowego turnieju w europejskiej klubowej piłce nożnej, rozgrywanego od 1992 roku (55. turniej ogólnie, wliczając Puchar Europy Mistrzów Krajowych).
Finał został rozegrany 22 maja 2010 na Estadio Santiago Bernabéu w Madrycie, pomiędzy Bayernem Monachium, a Interem Mediolan. W tej edycji Ligi Mistrzów po raz pierwszy finał odbył się w sobotni wieczór, a 1/8 finału została rozegrana w ciągu czterech tygodni (poprzednio dwóch).
Rozgrywki składają się z 3 części:
- fazy kwalifikacyjnej,
- fazy grupowej,
- fazy pucharowej.

## Podział miejsc w rozgrywkach
W edycji 2009/2010 Ligi Mistrzów wzięło udział 76 zespołów z 52 federacji piłkarskich zrzeszonych w UEFA. Zespoły zostały przydzielone do danych rund fazy kwalifikacyjnej oraz fazy grupowej zgodnie z rankingiem współczynników ligowych UEFA z 2008.

### Reguły
Liczba zespołów kwalifikujących się do Ligi Mistrzów w sezonie 2009/2010:
- 4 drużyny z każdej z federacji zajmujących miejsca 1–3 w rankingu,
- 3 drużyny z każdej z federacji zajmujących miejsca 4–6 w rankingu,
- 2 drużyny z każdej z federacji zajmujących miejsca 7–15 w rankingu,
- 1 drużyna z każdej z federacji zajmujących miejsca 16–53 w rankingu (z wyjątkiem Liechtensteinu[a]).

Prawo udziału w rozgrywkach można było uzyskać poprzez:
- zajęcie odpowiedniego miejsca w tabeli ligowej,
- zwycięstwo w edycji 2008/2009 Ligi Mistrzów UEFA (jeśli zdobywca tego trofeum nie uzyskał miejsca w Lidze Mistrzów lub Lidze Europy UEFA 2009/2010).

Ponieważ klub FC Barcelona wygrał jednocześnie Ligę Mistrzów 2008/2009 oraz zdobył mistrzostwo Hiszpanii (przez co zakwalifikował się automatycznie do fazy grupowej Ligi Mistrzów 2009/2010), druga z wymienionych wyżej dróg wejścia do rozgrywek nie została wykorzystana.
Poniższa lista obrazuje podział miejsc w poszczególnych rundach – ostateczna lista uczestników została ustalona po zakończeniu wszystkich rozgrywek, które umożliwiały udział w Lidze Mistrzów w edycji 2009/2010 oraz po zakończeniu procesu przyznawania licencji na grę w rozgrywkach UEFA.
| Miejsca przysługujące danym federacjom w poszczególnych rundach | Miejsca przysługujące danym federacjom w poszczególnych rundach | Miejsca przysługujące danym federacjom w poszczególnych rundach | Miejsca przysługujące danym federacjom w poszczególnych rundach | Miejsca przysługujące danym federacjom w poszczególnych rundach | Miejsca przysługujące danym federacjom w poszczególnych rundach | Miejsca przysługujące danym federacjom w poszczególnych rundach | Miejsca przysługujące danym federacjom w poszczególnych rundach | Miejsca przysługujące danym federacjom w poszczególnych rundach | Miejsca przysługujące danym federacjom w poszczególnych rundach | Miejsca przysługujące danym federacjom w poszczególnych rundach | Miejsca przysługujące danym federacjom w poszczególnych rundach | Miejsca przysługujące danym federacjom w poszczególnych rundach |
| Lp                                                              | Federacje | Faza kwalifikacyjna                                             | Faza kwalifikacyjna                                             | Faza kwalifikacyjna                                             | Faza kwalifikacyjna                                             | Faza kwalifikacyjna                                             | Faza kwalifikacyjna                                             | Faza kwalifikacyjna                                             | Faza grupowa                                                    | Faza grupowa                                                    | Faza grupowa                                                    | Razem                                                           |
| Lp                                                              | Federacje | I runda                                                         | I runda                                                         | II runda                                                        | II runda                                                        | III runda                                                       | III runda                                                       | Runda play-off                                                  | Faza grupowa                                                    | Faza grupowa                                                    | Faza grupowa                                                    | Razem                                                           |
| --------------------------------------------------------------- | --- | --------------------------------------------------------------- | --------------------------------------------------------------- | --------------------------------------------------------------- | --------------------------------------------------------------- | --------------------------------------------------------------- | --------------------------------------------------------------- | --------------------------------------------------------------- | --------------------------------------------------------------- | --------------------------------------------------------------- | --------------------------------------------------------------- | --------------------------------------------------------------- |
| 1–3                                                             | Anglia • Hiszpania • Włochy |                                                                 |                                                                 |                                                                 |                                                                 |                                                                 |                                                                 | L4                                                              | L3                                                              | L2                                                              | L1                                                              | 4                                                               |
| 4–5                                                             | Francja • Niemcy |                                                                 |                                                                 |                                                                 |                                                                 |                                                                 |                                                                 | L3                                                              | L2                                                              | L1                                                              |                                                                 | 3                                                               |
| 6                                                               | Rosja |                                                                 |                                                                 |                                                                 |                                                                 |                                                                 | L3                                                              |                                                                 | L2                                                              | L1                                                              |                                                                 | 3                                                               |
| 7–13                                                            | Rumunia • Portugalia • Holandia • Szkocja • Turcja • Ukraina • Belgia |                                                                 |                                                                 |                                                                 |                                                                 |                                                                 | L2                                                              |                                                                 | L1                                                              |                                                                 |                                                                 | 2                                                               |
| 14–15                                                           | Grecja • Czechy |                                                                 |                                                                 |                                                                 |                                                                 | L2                                                              | L1                                                              |                                                                 |                                                                 |                                                                 |                                                                 | 2                                                               |
| 16                                                              | Szwajcaria |                                                                 |                                                                 |                                                                 |                                                                 | L1                                                              |                                                                 |                                                                 |                                                                 |                                                                 |                                                                 | 1                                                               |
| 17–38 40–49                                                     | Bułgaria • Norwegia • Dania • Austria • Serbia • Izrael • Szwecja • Słowacja • Polska • Węgry • Chorwacja • Cypr • Słowenia • Finlandia • Łotwa • Bośnia i Hercegowina • Litwa • Mołdawia • Irlandia • Macedonia • Islandia • Gruzja • Białoruś • Estonia • Azerbejdżan • Albania • Armenia • Kazachstan • Irlandia Północna • Walia • Wyspy Owcze • Luksemburg |                                                                 |                                                                 | L1                                                              | L1                                                              |                                                                 |                                                                 |                                                                 |                                                                 |                                                                 |                                                                 | 1                                                               |
| 50–53                                                           | Malta • Czarnogóra • Andora • San Marino | L1                                                              | L1                                                              |                                                                 |                                                                 |                                                                 |                                                                 |                                                                 |                                                                 |                                                                 |                                                                 | 1                                                               |

## Uczestnicy
Lista uczestników Ligi Mistrzów UEFA 2009/2010 z wyszczególnieniem rund, w których dane drużyny rozpoczęły udział w rozgrywkach.
Oznaczenia:
- L1, L2, L3, L4 – drużyny, który zajęły odpowiednie miejsca w ligach krajowych.

| Faza grupowa           | Faza grupowa            | Faza grupowa          | Faza grupowa        |
| ---------------------- | ----------------------- | --------------------- | ------------------- |
| Manchester United (L1) | Inter Mediolan (L1)     | Bayern Monachium (L2) | AZ Alkmaar (L1)     |
| Liverpool (L2)         | Juventus (L2)           | Rubin Kazań (L1)      | Rangers (L1)        |
| Chelsea (L3)           | Milan (L3)              | CSKA Moskwa (L2)      | Beşiktaş JK (L1)    |
| FC Barcelona (L1)      | Girondins Bordeaux (L1) | Unirea Urziceni (L1)  | Dynamo Kijów (L1)   |
| Real Madryt (L2)       | Olympique Marsylia (L2) | FC Porto (L1)         | Standard Liège (L1) |
| Sevilla FC (L3)        | VfL Wolfsburg (L1)      |                       |                     |

| Runda play-off           | Runda play-off       | Runda play-off                    | Runda play-off        |
| dla mistrzów             | dla niemistrzów      | dla niemistrzów                   | dla niemistrzów       |
| ------------------------ | -------------------- | --------------------------------- | --------------------- |
|                          | Arsenal (L4)         | Fiorentina (L4)                   | VfB Stuttgart (L3)    |
| Atlético Madryt (L4)     | Olympique Lyon (L3)  |                                   |                       |
| III runda kwalifikacyjna |                      |                                   |                       |
| dla mistrzów             | dla niemistrzów      | dla niemistrzów                   | dla niemistrzów       |
| Olympiakos SFP (L1)      | Dinamo Moskwa (L3)   | Celtic (L2)                       | RSC Anderlecht (L2)   |
| Slavia Praga (L1)        | FC Timișoara (L2)    | Sivasspor (L2)                    | Panathinaikos AO (L2) |
| FC Zürich (L1)           | Sporting CP (L2)     | Szachtar Donieck (L2)             | Sparta Praga (L2)     |
|                          | Twente (L2)          |                                   |                       |
| II runda kwalifikacyjna  |                      |                                   |                       |
| Lewski Sofia (L1)        | Wisła Kraków (L1)    | Ekranas Poniewież (L1)            | FK Bakı (L1)          |
| Stabæk (L1)              | Debreceni VSC (L1)   | Sheriff Tyraspol (L1)             | KF Tirana (L1)        |
| FC Kopenhaga (L1)        | Dinamo Zagrzeb (L1)  | Bohemian F.C. (L1)                | Piunik Erywań (L1)    |
| Red Bull Salzburg (L1)   | APOEL Nikozja (L1)   | FK Makedonija Dźorcze Petrow (L1) | FK Aktöbe (L1)        |
| Partizan Belgrad (L1)    | NK Maribor (L1)      | FH (L1)                           | Glentoran F.C. (L1)   |
| Maccabi Hajfa (L1)       | Inter Turku (L1)     | WIT Georgia Tbilisi (L1)          | Rhyl FC (L1)          |
| Kalmar FF (L1)           | FK Ventspils (L1)    | BATE Borysów (L1)                 | EB/Streymur (L1)      |
| Slovan Bratysława (L1)   | Zrinjski Mostar (L1) | Tallinna FCI Levadia (L1)         | F91 Dudelange (L1)    |
| I runda kwalifikacyjna   |                      |                                   |                       |
| Hibernians (L1)          | FK Mogren (L1)       | UE Sant Julià (L1)                | SP Tre Fiori (L1)     |

## Faza kwalifikacyjna
Według nowego formatu rozgrywek, wprowadzonego od tej edycji rozegrano 2 odrębne turnieje kwalifikacyjne. W pierwszym brali udział mistrzowie federacji, którym nie przysługiwało prawo automatycznego awansu do fazy grupowej (I i II runda kwalifikacyjna, III runda kwalifikacyjna dla mistrzów oraz runda play-off dla mistrzów). W drugim wystąpiły drużyny, które nie zdobyły tytułu mistrzowskiego swoich federacji a sam mistrz zakwalifikował się bezpośrednio do fazy grupowej turnieju (III runda kwalifikacyjna dla niemistrzów oraz runda play-off dla niemistrzów).

### I runda kwalifikacyjna
Do startu w I rundzie kwalifikacyjnej uprawnione były 4 drużyny, z czego 2 były rozstawione. Losowanie odbyło się 22 czerwca 2009 (godz. 12:00). Pierwsze mecze rozegrano 30 czerwca i 1 lipca, rewanże – 7 i 8 lipca 2009. Oba zespoły rozstawione przeszły do kolejnej rundy.
| Drużyna 1                            | Wynik dwumeczu | Drużyna 2     | Pierwszy mecz | Drugi mecz |
| ------------------------------------ | -------------- | ------------- | ------------- | ---------- |
| SP Tre Fiori                         | 2:2 (4:5 k.)A  | UE Sant Julià | 1:1           | 1:1        |
| Hibernians                           | 0:6            | FK Mogren     | 0:2           | 0:4        |
| Po lewej gospodarz pierwszego meczu. |                |               |               |            |

A Pierwotnie gospodarzem pierwszego meczu miał być mistrz Andory, kolejność została jednak zamieniona po losowaniu.

### II runda kwalifikacyjna
Do startu w II rundzie kwalifikacyjnej uprawnione były 34 drużyny (w tym 2 zwycięzców I rundy), z czego 17 było rozstawionych. Losowanie odbyło się 22 czerwca 2009 (godz. 12:00). Ponieważ stało się to przed zakończeniem I rundy, przyjęto założenie, że wszystkie rozstawione drużyny z I rundy wygrają swoje mecze, jeśli zaś nie – zwycięska drużyna nierozstawiona przejmowała współczynnik pokonanego (nie stało się tak w żadnym z przypadków). Pierwsze mecze rozegrano 14 i 15 lipca, rewanże – 21 i 22 lipca 2009. Spośród zespołów rozstawionych wyeliminowane zostały: Wisła Kraków, Kalmar FF, FH, Inter Turku oraz Ekranas Poniewież.
| Drużyna 1                            | Wynik dwumeczu | Drużyna 2            | Pierwszy mecz | Drugi mecz |
| ------------------------------------ | -------------- | -------------------- | ------------- | ---------- |
| FK Makedonija Dźorcze Petrow         | 0:4            | BATE Borysów         | 0:2           | 0:2        |
| Piunik Erywań                        | 0:3            | Dinamo Zagrzeb       | 0:0           | 0:3        |
| Ekranas Poniewież                    | 4:6            | FK Bakı              | 2:2           | 2:4        |
| EB/Streymur                          | 0:5            | APOEL Nikozja        | 0:2           | 0:3        |
| Rhyl FC                              | 0:12           | Partizan Belgrad     | 0:4           | 0:8        |
| Inter Turku                          | 0:2            | Sheriff Tyraspol     | 0:1           | 0:1        |
| Lewski Sofia                         | 9:0            | UE Sant Julià        | 4:0           | 5:0        |
| KF Tirana                            | 1:5            | Stabæk               | 1:1           | 0:4        |
| Zrinjski Mostar                      | 1:4            | Slovan Bratysława    | 1:0           | 0:4        |
| FK Ventspils                         | 6:1            | F91 Dudelange        | 3:0           | 3:1        |
| WIT Georgia Tbilisi                  | 1:3            | NK Maribor           | 0:0           | 1:3        |
| Maccabi Hajfa                        | 10:0           | Glentoran F.C.       | 6:0           | 4:0        |
| Debreceni VSC                        | 3:3 (b. wyj.)  | Kalmar FF            | 2:0           | 1:3        |
| FC Kopenhaga                         | 12:0           | FK Mogren            | 6:0           | 6:0        |
| Wisła Kraków                         | 1:2            | Tallinna FCI Levadia | 1:1           | 0:1        |
| Red Bull Salzburg                    | 2:1            | Bohemian F.C.        | 1:1           | 1:0        |
| FH                                   | 0:6            | FK Aktöbe            | 0:4           | 0:2        |
| Po lewej gospodarz pierwszego meczu. |                |                      |               |            |

### III runda kwalifikacyjna
Od tej rundy turniej kwalifikacyjny został podzielony na 2 części – dla mistrzów i niemistrzów poszczególnych federacji:
- do startu w III rundzie kwalifikacyjnej dla mistrzów uprawnionych było 20 drużyn (w tym 17 zwycięzców II rundy), z czego 10 było rozstawionych;
- do startu w III rundzie kwalifikacyjnej dla niemistrzów uprawnionych było 10 drużyn, z czego 5 było rozstawionych.

Losowanie odbyło się 17 lipca 2009 (godz. 12:00). Ponieważ stało się to przed zakończeniem II rundy, przyjęto założenie, że wszystkie rozstawione drużyny z II rundy wygrają swoje mecze, jeśli zaś nie – zwycięska drużyna nierozstawiona przejmowała współczynnik pokonanego (tak stało się w 5 przypadkach). Pierwsze mecze rozegrano 28 i 29 lipca, rewanże – 4 i 5 sierpnia 2009. Spośród zespołów rozstawionych wyeliminowane zostały: Szachtar Donieck, Slavia Praga, Partizan Belgrad, Dinamo Zagrzeb, BATE Borysów oraz Tallinna FCI Levadia.
Drużyny, które przegrały w tej rundzie, otrzymały prawo gry w rundzie play-off Ligi Europy UEFA.
| Drużyna 1                            | Wynik dwumeczu            | Drużyna 2                 | Pierwszy mecz             | Drugi mecz                |                           |
| Kwalifikacje dla mistrzów            | Kwalifikacje dla mistrzów | Kwalifikacje dla mistrzów | Kwalifikacje dla mistrzów | Kwalifikacje dla mistrzów | Kwalifikacje dla mistrzów |
| ------------------------------------ | ------------------------- | ------------------------- | ------------------------- | ------------------------- | ------------------------- |
| Red Bull Salzburg                    | 3:2                       | Dinamo Zagrzeb            | 1:1                       | 2:1                       |                           |
| Slovan Bratysława                    | 0:4                       | Olympiakos SFP            | 0:2                       | 0:2                       |                           |
| FC Zürich                            | 5:3                       | NK Maribor                | 2:3                       | 3:0                       |                           |
| APOEL Nikozja                        | 2:1                       | Partizan Belgrad          | 2:0                       | 0:1                       |                           |
| Sheriff Tyraspol                     | 1:1 (b. wyj.)             | Slavia Praga              | 0:0                       | 1:1                       |                           |
| FK Aktöbe                            | 3:4                       | Maccabi Hajfa             | 0:0                       | 3:4                       |                           |
| FK Bakı                              | 0:2                       | Lewski Sofia              | 0:0                       | 0:2                       |                           |
| FK Ventspils                         | 2:2 (b. wyj.)             | BATE Borysów              | 1:0                       | 1:2                       |                           |
| Tallinna FCI Levadia                 | 0:2                       | Debreceni VSC             | 0:1                       | 0:1                       |                           |
| FC Kopenhaga                         | 3:1                       | Stabæk                    | 3:1                       | 0:0                       |                           |
| Kwalifikacje dla niemistrzów         |                           |                           |                           |                           |                           |
| Sparta Praga                         | 3:4                       | Panathinaikos AO          | 3:1                       | 0:3                       |                           |
| Szachtar Donieck                     | 2:2 (b. wyj.)             | FC Timișoara              | 2:2                       | 0:0                       |                           |
| Sporting CP                          | 1:1 (b. wyj.)             | Twente                    | 0:0                       | 1:1                       |                           |
| Celtic                               | 2:1                       | Dinamo Moskwa             | 0:1                       | 2:0                       |                           |
| RSC Anderlecht                       | 6:3                       | Sivasspor                 | 5:0                       | 1:3                       |                           |
| Po lewej gospodarz pierwszego meczu. |                           |                           |                           |                           |                           |

### Runda play-off
W tej rundzie turniej kwalifikacyjny był podzielony na 2 części – dla mistrzów i niemistrzów poszczególnych federacji:
- do startu w rundzie play-off dla mistrzów uprawnionych było 10 drużyn (zwycięzców III rundy kwalifikacji dla mistrzów), z czego 5 było rozstawionych;
- do startu w rundzie play-off dla niemistrzów uprawnionych było 10 drużyn (w tym 5 zwycięzców III rundy kwalifikacji dla niemistrzów), z czego 5 było rozstawionych.

Losowanie odbyło się 7 sierpnia 2009 (godz. 12:00). Pierwsze mecze rozegrano 18 i 19 sierpnia, rewanże – 25 i 26 sierpnia 2009. Spośród zespołów rozstawionych wyeliminowane zostały: Sporting CP, Panathinaikos AO, FC Kopenhaga oraz Lewski Sofia.
Drużyny, które wygrały w tej rundzie, otrzymały prawo gry w fazie grupowej Ligi Mistrzów UEFA. Drużyny, które przegrały w tej rundzie, otrzymały prawo gry w fazie grupowej Ligi Europy UEFA.
| Drużyna 1                            | Wynik dwumeczu            | Drużyna 2                 | Pierwszy mecz             | Drugi mecz                |                           |
| Kwalifikacje dla mistrzów            | Kwalifikacje dla mistrzów | Kwalifikacje dla mistrzów | Kwalifikacje dla mistrzów | Kwalifikacje dla mistrzów | Kwalifikacje dla mistrzów |
| ------------------------------------ | ------------------------- | ------------------------- | ------------------------- | ------------------------- | ------------------------- |
| Sheriff Tyraspol                     | 0:3                       | Olympiakos SFP            | 0:2                       | 0:1                       |                           |
| Red Bull Salzburg                    | 1:5                       | Maccabi Hajfa             | 1:2                       | 0:3                       |                           |
| FK Ventspils                         | 1:5                       | FC Zürich                 | 0:3                       | 1:2                       |                           |
| FC Kopenhaga                         | 2:3                       | APOEL Nikozja             | 1:0                       | 1:3                       |                           |
| Lewski Sofia                         | 1:4                       | Debreceni VSC             | 1:2                       | 0:2                       |                           |
| Kwalifikacje dla niemistrzów         |                           |                           |                           |                           |                           |
| Olympique Lyon                       | 8:2                       | RSC Anderlecht            | 5:1                       | 3:1                       |                           |
| Celtic                               | 1:5                       | Arsenal                   | 0:2                       | 1:3                       |                           |
| FC Timișoara                         | 0:2                       | VfB Stuttgart             | 0:2                       | 0:0                       |                           |
| Sporting CP                          | 3:3 (b. wyj.)             | Fiorentina                | 2:2                       | 1:1                       |                           |
| Panathinaikos AO                     | 2:5                       | Atlético Madryt           | 2:3                       | 0:2                       |                           |
| Po lewej gospodarz pierwszego meczu. |                           |                           |                           |                           |                           |

## Faza grupowa
Do startu w fazie grupowej uprawnione były 32 drużyny (w tym 10 zwycięzców rundy play-off). Losowanie odbyło się 27 sierpnia 2009 (godz. 18:00). W jego trakcie zespoły zostały rozdzielone na 4 koszyki, następnie rozlosowane i podzielone na 8 grup po 4 drużyny każda. Do jednej grupy nie mogły trafić drużyny z tego samego koszyka i federacji.
Wszystkie zespoły zagrały ze sobą dwukrotnie – po 2 najlepsze z każdej grupy awansowały do fazy pucharowej, drużyny z 3. miejsc otrzymały prawo gry w 1/16 finału Ligi Europy UEFA.
Faza grupowa składała się z 6 kolejek:
- 1. kolejka – 15/16 września 2009,
- 2. kolejka – 29/30 września 2009,
- 3. kolejka – 20/21 października 2009,
- 4. kolejka – 3/4 listopada 2009,
- 5. kolejka – 24/25 listopada 2009,
- 6. kolejka – 8/9 grudnia 2009.

Zasady ustalania kolejności w tabeli:
1. liczba zdobytych punktów w całej rundzie;
2. liczba punktów zdobyta w meczach bezpośrednich;
3. różnica bramek w meczach bezpośrednich;
4. różnica bramek w meczach bezpośrednich – podwójne liczenie bramek zdobytych na wyjeździe;
5. różnica bramek w całej rundzie;
6. liczba zdobytych bramek w całej rundzie;
7. współczynnik drużyny z poprzednich 5 sezonów.

    Awans do 1/8 finału
    Przejście do 1/16 finału Ligi Europy UEFA

### Grupa A
| Lp. | Drużyna                | M | Z | R | P | Bramki | Bramki | +/– | Pkt |
| --- | ---------------------- | - | - | - | - | ------ | ------ | --- | --- |
| 1   | Girondins Bordeaux (A) | 6 | 5 | 1 | 0 | 9      | 2      | +7  | 16  |
| 2   | Bayern Monachium (A)   | 6 | 3 | 1 | 2 | 9      | 5      | +4  | 10  |
| 3   | Juventus (LE)          | 6 | 2 | 2 | 2 | 4      | 7      | −3  | 8   |
| 4   | Maccabi Hajfa          | 6 | 0 | 0 | 6 | 0      | 8      | −8  | 0   |

|                    | BMU | JUV | BOR | MHA |
| ------------------ | --- | --- | --- | --- |
| Bayern Monachium   | –   | 0:0 | 0:2 | 1:0 |
| Juventus           | 1:4 | –   | 1:1 | 1:0 |
| Girondins Bordeaux | 2:1 | 2:0 | –   | 1:0 |
| Maccabi Hajfa      | 0:3 | 0:1 | 0:1 | –   |

### Grupa B
| Lp. | Drużyna               | M | Z | R | P | Bramki | Bramki | +/– | Pkt |
| --- | --------------------- | - | - | - | - | ------ | ------ | --- | --- |
| 1   | Manchester United (A) | 6 | 4 | 1 | 1 | 10     | 6      | +4  | 13  |
| 2   | CSKA Moskwa (A)       | 6 | 3 | 1 | 2 | 10     | 10     | 0   | 10  |
| 3   | VfL Wolfsburg (LE)    | 6 | 2 | 1 | 3 | 9      | 8      | +1  | 7   |
| 4   | Beşiktaş JK           | 6 | 1 | 1 | 4 | 3      | 8      | −5  | 4   |

|                   | MNU | CSK | BES | WOL |
| ----------------- | --- | --- | --- | --- |
| Manchester United | –   | 3:3 | 0:1 | 2:1 |
| CSKA Moskwa       | 0:1 | –   | 2:1 | 2:1 |
| Beşiktaş JK       | 0:1 | 1:2 | –   | 0:3 |
| VfL Wolfsburg     | 1:3 | 3:1 | 0:0 | –   |

### Grupa C
| Lp. | Drużyna                 | M | Z | R | P | Bramki | Bramki | +/– | Pkt |
| --- | ----------------------- | - | - | - | - | ------ | ------ | --- | --- |
| 1   | Real Madryt (A)         | 6 | 4 | 1 | 1 | 15     | 7      | +8  | 13  |
| 2   | Milan (A)               | 6 | 2 | 3 | 1 | 8      | 7      | +1  | 9   |
| 3   | Olympique Marsylia (LE) | 6 | 2 | 1 | 3 | 10     | 10     | 0   | 7   |
| 4   | FC Zürich               | 6 | 1 | 1 | 4 | 5      | 14     | −9  | 4   |

|                    | MIL | RMA | OMA | ZUR |
| ------------------ | --- | --- | --- | --- |
| Milan              | –   | 1:1 | 1:1 | 0:1 |
| Real Madryt        | 2:3 | –   | 3:0 | 4:0 |
| Olympique Marsylia | 1:2 | 1:3 | –   | 6:1 |
| FC Zürich          | 1:1 | 2:5 | 0:1 | –   |

### Grupa D
| Lp. | Drużyna              | M | Z | R | P | Bramki | Bramki | +/– | Pkt |
| --- | -------------------- | - | - | - | - | ------ | ------ | --- | --- |
| 1   | Chelsea (A)          | 6 | 4 | 2 | 0 | 11     | 4      | +7  | 14  |
| 2   | FC Porto (A)         | 6 | 4 | 0 | 2 | 8      | 3      | +5  | 12  |
| 3   | Atlético Madryt (LE) | 6 | 0 | 3 | 3 | 3      | 12     | −9  | 3   |
| 4   | APOEL Nikozja        | 6 | 0 | 3 | 3 | 4      | 7      | −3  | 3   |

|                 | CHE | POR | ATM | APN |
| --------------- | --- | --- | --- | --- |
| Chelsea         | –   | 1:0 | 4:0 | 2:2 |
| FC Porto        | 0:1 | –   | 2:0 | 2:1 |
| Atlético Madryt | 2:2 | 0:3 | –   | 0:0 |
| APOEL Nikozja   | 0:1 | 0:1 | 1:1 | –   |

### Grupa E
| Lp. | Drużyna            | M | Z | R | P | Bramki | Bramki | +/– | Pkt |
| --- | ------------------ | - | - | - | - | ------ | ------ | --- | --- |
| 1   | Fiorentina (A)     | 6 | 5 | 0 | 1 | 14     | 7      | +7  | 15  |
| 2   | Olympique Lyon (A) | 6 | 4 | 1 | 1 | 12     | 3      | +9  | 13  |
| 3   | Liverpool (LE)     | 6 | 2 | 1 | 3 | 5      | 7      | −2  | 7   |
| 4   | Debreceni VSC      | 6 | 0 | 0 | 6 | 5      | 19     | −14 | 0   |

|                | LFC | LYO | FIO | DEB |
| -------------- | --- | --- | --- | --- |
| Liverpool      | –   | 1:2 | 1:2 | 1:0 |
| Olympique Lyon | 1:1 | –   | 1:0 | 4:0 |
| Fiorentina     | 2:0 | 1:0 | –   | 5:2 |
| Debreceni VSC  | 0:1 | 0:4 | 3:4 | –   |

### Grupa F
| Lp. | Drużyna            | M | Z | R | P | Bramki | Bramki | +/– | Pkt |
| --- | ------------------ | - | - | - | - | ------ | ------ | --- | --- |
| 1   | FC Barcelona (A)   | 6 | 3 | 2 | 1 | 7      | 3      | +4  | 11  |
| 2   | Inter Mediolan (A) | 6 | 2 | 3 | 1 | 7      | 6      | +1  | 9   |
| 3   | Rubin Kazań (LE)   | 6 | 1 | 3 | 2 | 4      | 7      | −3  | 6   |
| 4   | Dynamo Kijów       | 6 | 1 | 2 | 3 | 7      | 9      | −2  | 5   |

|                | BAR | INT | DKV | RUB |
| -------------- | --- | --- | --- | --- |
| FC Barcelona   | –   | 2:0 | 2:0 | 1:2 |
| Inter Mediolan | 0:0 | –   | 2:2 | 2:0 |
| Dynamo Kijów   | 1:2 | 1:2 | –   | 3:1 |
| Rubin Kazań    | 0:0 | 1:1 | 0:0 | –   |

### Grupa G
| Lp. | Drużyna              | M | Z | R | P | Bramki | Bramki | +/– | Pkt |
| --- | -------------------- | - | - | - | - | ------ | ------ | --- | --- |
| 1   | Sevilla FC (A)       | 6 | 4 | 1 | 1 | 11     | 4      | +7  | 13  |
| 2   | VfB Stuttgart (A)    | 6 | 2 | 3 | 1 | 9      | 7      | +2  | 9   |
| 3   | Unirea Urziceni (LE) | 6 | 2 | 2 | 2 | 8      | 8      | 0   | 8   |
| 4   | Rangers              | 6 | 0 | 2 | 4 | 4      | 13     | −9  | 2   |

|                 | SEV | RAN | STU | UNI |
| --------------- | --- | --- | --- | --- |
| Sevilla FC      | –   | 1:0 | 1:1 | 2:0 |
| Rangers         | 1:4 | –   | 0:2 | 1:4 |
| VfB Stuttgart   | 1:3 | 1:1 | –   | 3:1 |
| Unirea Urziceni | 1:0 | 1:1 | 1:1 | –   |

### Grupa H
| Lp. | Drużyna             | M | Z | R | P | Bramki | Bramki | +/– | Pkt |
| --- | ------------------- | - | - | - | - | ------ | ------ | --- | --- |
| 1   | Arsenal (A)         | 6 | 4 | 1 | 1 | 12     | 5      | +7  | 13  |
| 2   | Olympiakos SFP (A)  | 6 | 3 | 1 | 2 | 4      | 5      | −1  | 10  |
| 3   | Standard Liège (LE) | 6 | 1 | 2 | 3 | 7      | 9      | −2  | 5   |
| 4   | AZ Alkmaar          | 6 | 0 | 4 | 2 | 4      | 8      | −4  | 4   |

|                | ARS | AZ  | OLY | STL |
| -------------- | --- | --- | --- | --- |
| Arsenal        | –   | 4:1 | 2:0 | 2:0 |
| AZ Alkmaar     | 1:1 | –   | 0:0 | 1:1 |
| Olympiakos SFP | 1:0 | 1:0 | –   | 2:1 |
| Standard Liège | 2:3 | 1:1 | 2:0 | –   |

## Faza pucharowa
Do startu w fazie pucharowej uprawnionych jest 16 drużyn – 8 zwycięzców fazy grupowej i 8 drużyn, które zajęły 2. miejsca w fazie grupowej.
Losowanie par 1/8 finału odbyło się 18 grudnia 2009 (godz. 12:00), losowanie dalszych rund zostanie przeprowadzone 19 marca 2010. W tej fazie do dalszych etapów turnieju przechodzą zwycięzcy poszczególnych dwumeczów.

### 1/8 finału
Zwycięzcy fazy grupowej Ligi Mistrzów zostali rozlosowani przeciwko zespołom, które zajęły 2. miejsca w fazie grupowej. Drużyny z tych samych federacji oraz grup nie mogły zostać zestawione w 1 parze. Po raz pierwszy dwumecze tej rundy zostały rozegrane w przeciągu 4 tygodni (do tej pory w ciągu 2). Pierwsze mecze zostały rozegrane 16, 17, 23 i 24 lutego, rewanże – 9, 10, 16 i 17 marca 2010.
| Drużyna 1                            | Wynik dwumeczu | Drużyna 2          | Pierwszy mecz | Drugi mecz |
| ------------------------------------ | -------------- | ------------------ | ------------- | ---------- |
| VfB Stuttgart                        | 1:5            | FC Barcelona       | 1:1           | 0:4        |
| Olympiakos SFP                       | 1:3            | Girondins Bordeaux | 0:1           | 1:2        |
| Inter Mediolan                       | 3:1            | Chelsea            | 2:1           | 1:0        |
| Bayern Monachium                     | 4:4 (b. wyj.)  | Fiorentina         | 2:1           | 2:3        |
| CSKA Moskwa                          | 3:2            | Sevilla FC         | 1:1           | 2:1        |
| Olympique Lyon                       | 2:1            | Real Madryt        | 1:0           | 1:1        |
| FC Porto                             | 2:6            | Arsenal            | 2:1           | 0:5        |
| Milan                                | 2:7            | Manchester United  | 2:3           | 0:4        |
| Po lewej gospodarz pierwszego meczu. |                |                    |               |            |

### Ćwierćfinały
Od tej rundy pary zostaną rozlosowane niezależnie od przynależności drużyn do poszczególnych federacji oraz pozycji zajętej w fazie grupowej. Pierwsze mecze zostały rozegrane 30 i 31 marca, rewanże – 6 i 7 kwietnia 2010.
| Drużyna 1                            | Wynik dwumeczu | Drużyna 2          | Pierwszy mecz | Drugi mecz |
| ------------------------------------ | -------------- | ------------------ | ------------- | ---------- |
| Olympique Lyon                       | 3:2            | Girondins Bordeaux | 3:1           | 0:1        |
| Bayern Monachium                     | 4:4 (b. wyj.)  | Manchester United  | 2:1           | 2:3        |
| Arsenal                              | 3:6            | FC Barcelona       | 2:2           | 1:4        |
| Inter Mediolan                       | 2:0            | CSKA Moskwa        | 1:0           | 1:0        |
| Po lewej gospodarz pierwszego meczu. |                |                    |               |            |

### Półfinały
Pierwsze mecze zostały rozegrane 20 i 21 kwietnia, rewanże – 27 i 28 kwietnia 2010.
| Drużyna 1                            | Wynik dwumeczu | Drużyna 2      | Pierwszy mecz | Drugi mecz |
| ------------------------------------ | -------------- | -------------- | ------------- | ---------- |
| Bayern Monachium                     | 4:0            | Olympique Lyon | 1:0           | 3:0        |
| Inter Mediolan                       | 3:2            | FC Barcelona   | 3:1           | 0:1        |
| Po lewej gospodarz pierwszego meczu. |                |                |               |            |

### Finał
Mecz finałowy został rozegrany 22 maja 2010 na Estadio Santiago Bernabéu w Madrycie. Obiekt ten gościł decydujący mecz rozgrywek Ligi Mistrzów UEFA (wcześniej Pucharu Europy Mistrzów Klubowych) po raz czwarty – po finałach edycji 1956/1957, 1968/1969 i 1979/1980. Pierwszy raz zwycięzca tych rozgrywek został wyłoniony w sobotę (dotychczas spotkania finałowe rozgrywano w środy).
| 22 maja 2010 20:45 CET | Bayern Monachium | 0:2(0:1) | Inter Mediolan · Diego Milito 35', 70' | Estadio Santiago Bernabéu, Madryt Widzów: 80.000 Sędzia: Howard Webb |
|                        |                  |          |                                        |                                                                      |

Bayern: 22.Hans-Jörg Butt – 21.Philipp Lahm, 5.Daniel van Buyten, 6.Martín Demichelis, 28.Holger Badstuber – 10.Arjen Robben, 17.Mark van Bommel, 31.Bastian Schweinsteiger, 8.Hamit Altintop (63' 18.Miroslav Klose) – 25.Thomas Müller, 11.Ivica Olic (74' 33.Mario Gómez)

Inter: 12.Júlio César – 13.Maicon, 6.Lucio, 25.Walter Samuel, 26.Christian Chivu (68' 5.Dejan Stanković) – 4.Javier Zanetti 10.Wesley Sneijder, 19.Esteban Cambiasso – 9.Samuel Eto’o 22.Diego Milito (90' 23.Marco Materazzi), 27.Goran Pandev (79' 11.Sulley Muntari)

 Demichelis (26' – faul),  van Bommel (78' – faul) – Chivu (30' – faul)

 van Bommel (87' – faul)